# Giải đua ô tô Công thức 1 Canada 2023
Giải đua ô tô Công thức 1 Canada 2023 (tên chính thức là Formula 1 Pirelli Grand Prix du Canada 2023) là một chặng đua Công thức 1 được tổ chức vào ngày 18 tháng 6 năm 2023 tại trường đua Gilles Villeneuve và là chặng đua thứ tám của giải đua xe Công thức 1 2023.

## Bối cảnh

### Bảng xếp hạng trước cuộc đua
Sau giải đua ô tô Công thức 1 Tây Ban Nha, Max Verstappen dẫn đầu bảng xếp hạng các tay đua với 170 điểm, hơn đồng đội Sergio Pérez (117 điểm) 53 điểm ở vị trí thứ hai và hơn 71 điểm so với Fernando Alonso (99 điểm) ở vị trí thứ ba. Red Bull Racing dẫn đầu trong bảng xếp hạng các đội đua trước Mercedes (152 điểm) và Aston Martin (134 điểm) với 287 điểm.

### Lựa chọn bộ lốp
Nhà cung cấp lốp xe Pirelli cung cấp các bộ lốp hạng C3, C4 và C5 (được chỉ định lần lượt là cứng, trung bình và mềm) để các đội sử dụng tại sự kiện này.

## Tường thuật

### Buổi tập
Trong buổi tập đầu tiên, Valtteri Bottas lập thời gian nhanh nhất với 1:18,728 phút trước cả hai tay đua của Aston Martin, Fernando Alonso và Lance Stroll. Buổi tập này chỉ kéo dài hơn vài phút do sự cố camera CCTV tại đường đua. Ban đầu, buổi tập này được dừng lại để thu cất chiếc xe Alpine của Pierre Gasly do chiếc xe này gặp vấn đề kỹ thuật. Sau đó, FIA thông báo rằng buổi tập thứ hai sẽ diễn ra vào lúc 16:30 giờ địa phương (UTC−4) thay vì thời gian dự kiến ban đầu là 17:00 (UTC−4) và đồng thời kéo dài thời gian của buổi tập thứ hai từ 60 phút lên đến 90 phút để tạo cơ hội cho các đội bù đắp thời gian bị mất trong buổi tập đầu tiên.
Trong buổi tập thứ hai, Lewis Hamilton lập thời gian nhanh nhất với 1:13,718 phút trước đồng đội George Russell và Carlos Sainz Jr.
Trong buổi tập thứ ba, Max Verstappen lập thời gian nhanh nhất với 1:23,106 phút trước Charles Leclerc và Fernando Alonso.

### Vòng phân hạng
Vòng phân hạng bao gồm ba phần với thời gian chạy 45 phút. Trong phần đầu tiên (Q1), các tay đua có 18 phút để tiếp tục tham gia phần thứ hai vòng phân hạng. Tất cả các tay đua đạt được thời gian trong phần đầu tiên với thời gian tối đa 107% thời gian nhanh nhất được phép tham gia cuộc đua. 15 tay đua nhanh nhất lọt vào phần tiếp theo. Verstappen là tay đua nhanh nhất trong phần này. Sau khi phần đầu tiên của vòng phân hạng kết thúc, cả hai tay đua của AlphaTauri, Gasly, Logan Sargeant và Chu Quán Vũ bị loại.
Phần thứ hai (Q2) kéo dài 15 phút và mười tay đua nhanh nhất của phần này đi tiếp vào phần thứ ba của vòng phân hạng. Alexander Albon là tay đua nhanh nhất trong phần này. Sau khi phần thứ hai của vòng phân hạng kết thúc, Leclerc, Pérez, Stroll, Kevin Magnussen và Bottas bị loại.
Phần cuối cùng (Q3) kéo dài mười hai phút, trong đó mười vị trí xuất phát đầu tiên được xác định sẵn. Với thời gian là 1:25,858, Verstappen giành được vị trí pole thứ 25 trong sự nghiệp Công thức 1 của anh trước Nico Hülkenberg và Fernando Alonso.
Sau vòng phân hạng, Nico Hülkenberg bị tụt ba vị trí do không tuân thủ quy luật trong giai đoạn cờ đỏ tại Q3. Giai đoạn này được gây ra bởi vụ tai nạn của Oscar Piastri tại góc cua số 6. Tiếp theo đó, Sainz jr., Stroll và Tsunoda đều bị tụt ba vị trí do cản trở các tay đua khác.

### Cuộc đua
Verstappen giành chiến thắng cuộc đua này trước Alonso và Hamilton. Đồng thời đây cũng là chiến thắng thứ 100 của Red Bull Racing trong suốt thời gian tham gia thi đấu của đội ở Công thức 1. Thêm vào đó, Verstappen cũng chính thức cân bằng số chiến thắng của mình với nhà vô địch Công thức 1 ba lần quá cố người Brazil Ayrton Senna sau khi giành chiến thắng thứ 41 trong sự nghiệp Công thức 1 của mình. Các tay đua còn lại ghi điểm trong cuộc đua này là Charles Leclerc, Carlos Sainz jr., Sergio Pérez, Alexander Albon, Esteban Ocon, Lance Stroll và Valtteri Bottas. Mặc dù Lando Norris về đích ở vị trí thứ 9, anh nhận một án phạt 5 giây vì giảm tốc độ một cách không cần thiết trong giai đoạn xe an toàn.

## Kết quả

### Vòng phân hạng
| Vị trí                    | Số xe | Tay đua          | Đội đua                      | Q1       | Q2       | Q3                  | Vị trí xuất phát |
| ------------------------- | ----- | ---------------- | ---------------------------- | -------- | -------- | ------------------- | ---------------- |
| 1                         | 1     | Max Verstappen   | Red Bull Racing-Honda RBPT   | 1:20,851 | 1:19,092 | 1:25,858            | 1                |
| 2                         | 27    | Nico Hülkenberg  | Haas-Ferrari                 | 1:22,730 | 1:20,305 | 1:27,102            | 51               |
| 3                         | 14    | Fernando Alonso  | Aston Martin Aramco-Mercedes | 1:21,481 | 1:19,776 | 1:27,286            | 2                |
| 4                         | 44    | Lewis Hamilton   | Mercedes                     | 1:21,554 | 1:20,426 | 1:27,627            | 3                |
| 5                         | 63    | George Russell   | Mercedes                     | 1:21,798 | 1:20,098 | 1:27,893            | 4                |
| 6                         | 31    | Esteban Ocon     | Alpine-Renault               | 1:22,114 | 1:20,406 | 1:27,945            | 6                |
| 7                         | 4     | Lando Norris     | McLaren-Mercedes             | 1:21,998 | 1:19,347 | 1:28,046            | 7                |
| 8                         | 55    | Carlos Sainz Jr. | Ferrari                      | 1:22,248 | 1:19,856 | 1:29,294            | 112              |
| 9                         | 81    | Oscar Piastri    | McLaren-Mercedes             | 1:22,190 | 1:19,659 | 1:31,349            | 8                |
| 10                        | 23    | Alexander Albon  | Williams-Mercedes            | 1:21,938 | 1:18,725 | Không lập thời gian | 9                |
| 11                        | 16    | Charles Leclerc  | Ferrari                      | 1:21,843 | 1:20,615 | –                   | 10               |
| 12                        | 11    | Sergio Pérez     | Red Bull Racing-Honda RBPT   | 1:22,151 | 1:20,959 | –                   | 12               |
| 13                        | 18    | Lance Stroll     | Aston Martin Aramco-Mercedes | 1:22,677 | 1:21,484 | –                   | 163              |
| 14                        | 20    | Kevin Magnussen  | Haas-Ferrari                 | 1:22,351 | 1:21,678 | –                   | 13               |
| 15                        | 77    | Valtteri Bottas  | Alfa Romeo-Ferrari           | 1:22,332 | 1:21,821 | –                   | 14               |
| 16                        | 22    | Yuki Tsunoda     | AlphaTauri-Honda RBPT        | 1:22,746 | –        | –                   | 194              |
| 17                        | 10    | Pierre Gasly     | Alpine-Renault               | 1:22,886 | –        | –                   | 15               |
| 18                        | 21    | Nyck de Vries    | AlphaTauri-Honda RBPT        | 1:23,137 | –        | –                   | 17               |
| 19                        | 2     | Logan Sargeant   | Williams-Mercedes            | 1:23,337 | –        | –                   | 18               |
| 20                        | 24    | Chu Quán Vũ      | Alfa Romeo-Ferrari           | 1:23,342 | –        | –                   | 20               |
| Thời gian 107%: 1:26,5105 |       |                  |                              |          |          |                     |                  |

Chú thích:
- ^1  – Nico Hülkenberg bị tụt ba vị trí do không tuân thủ quy luật trong giai đoạn cờ đỏ tại Q3.[11]
- ^2  – Carlos Sainz Jr. bị tụt ba vị trí do cản trở Pierre Gasly tại Q1.[11]
- ^3  – Lance Stroll bị tụt ba vị trí do cản trở Esteban Ocon tại Q1.[11]
- ^4  – Yuki Tsunoda bị tụt ba vị trí do cản trở Nico Hülkenberg tại Q1.[11]
- ^5  – Vì vòng phân hạng được tổ chức trong điều kiện thời tiết ướt nên quy tắc 107% không có hiệu lực.[12]

### Cuộc đua
| Vị trí                                                                                      | Số xe | Tay đua          | Đội đua                      | Số vòng | Thời gian/ Bỏ cuộc | Vị trí xuất phát | Số điểm |
| ------------------------------------------------------------------------------------------- | ----- | ---------------- | ---------------------------- | ------- | ------------------ | ---------------- | ------- |
| 1                                                                                           | 1     | Max Verstappen   | Red Bull Racing-Honda RBPT   | 70      | 1:33:58,348        | 1                | 25      |
| 2                                                                                           | 14    | Fernando Alonso  | Aston Martin Aramco-Mercedes | 70      | + 9,570            | 2                | 18      |
| 3                                                                                           | 31    | Lewis Hamilton   | Mercedes                     | 70      | + 14,168           | 3                | 15      |
| 4                                                                                           | 44    | Charles Leclerc  | Ferrari                      | 70      | + 18,648           | 10               | 12      |
| 5                                                                                           | 63    | Carlos Sainz Jr. | Ferrari                      | 70      | + 21,540           | 11               | 10      |
| 6                                                                                           | 16    | Sergio Pérez     | Red Bull Racing-Honda RBPT   | 70      | + 51,028           | 12               | 91      |
| 7                                                                                           | 10    | Alexander Albon  | Williams-Mercedes            | 70      | + 1:00,813         | 10               | 6       |
| 8                                                                                           | 55    | Esteban Ocon     | Alpine-Renault               | 70      | + 1:01,692         | 6                | 4       |
| 9                                                                                           | 4     | Lance Stroll     | Aston Martin Aramco-Mercedes | 70      | + 1:04,402         | 16               | 2       |
| 10                                                                                          | 81    | Valtteri Bottas  | Alfa Romeo-Ferrari           | 70      | + 1:04,432         | 14               | 1       |
| 11                                                                                          | 77    | Oscar Piastri    | McLaren-Mercedes             | 70      | + 1:05,101         | 8                |         |
| 12                                                                                          | 21    | Pierre Gasly     | Alpine-Renault               | 70      | + 1:05,249         | 15               |         |
| 13                                                                                          | 24    | Lando Norris     | McLaren-Mercedes             | 70      | + 1:08,3632        | 7                |         |
| 14                                                                                          | 23    | Yuki Tsunoda     | AlphaTauri-Honda RBPT        | 70      | + 1:13,423         | 19               |         |
| 15                                                                                          | 22    | Nico Hülkenberg  | Haas-Ferrari                 | 69      | + 1 vòng           | 5                |         |
| 16                                                                                          | 11    | Chu Quán Vũ      | Alfa Romeo-Ferrari           | 69      | + 1 vòng           | 20               |         |
| 17                                                                                          | 27    | Kevin Magnussen  | Haas-Ferrari                 | 69      | + 1 vòng           | 13               |         |
| 18                                                                                          | 2     | Nyck de Vries    | AlphaTauri-Honda RBPT        | 69      | + 1 vòng           | 17               |         |
| Bỏ cuộc                                                                                     | 20    | George Russell   | Mercedes                     | 65      | + 1 vòng           | 4                |         |
| Bỏ cuộc                                                                                     | 18    | Logan Sargeant   | Williams-Mercedes            | 65      | + 1 vòng           | 18               |         |
| Vòng đua nhanh nhất: Sergio Pérez (Red Bull Racing-Honda RBPT) – 1:14,481 (vòng đua thứ 70) |       |                  |                              |         |                    |                  |         |
| Tay đua xuất sắc nhất cuộc đua: Alexander Albon (Williams-Mercedes), 28,7% số phiếu bầu     |       |                  |                              |         |                    |                  |         |

Chú thích:
- ^1  – Bao gồm một điểm cho vòng đua nhanh nhất.[14]
- ^2  – Lando Norris về đích ở vị trí thứ 9 nhưng anh nhận một án phạt 5 giây vì giảm tốc độ một cách không cần thiết trong giai đoạn xe an toàn.

## Bảng xếp hạng sau cuộc đua

### Bảng xếp hạng các tay đua
| Vị trí | Tay đua          | Đội đua                      | Số điểm | Thay đổi vị trí |
| ------ | ---------------- | ---------------------------- | ------- | --------------- |
| 1      | Max Verstappen   | Red Bull Racing-Honda RBPT   | 195     | +/-0            |
| 2      | Sergio Pérez     | Red Bull Racing-Honda RBPT   | 126     | +/-0            |
| 3      | Fernando Alonso  | Aston Martin Aramco-Mercedes | 117     | +/-0            |
| 4      | Lewis Hamilton   | Mercedes                     | 102     | +/-0            |
| 5      | Carlos Sainz Jr. | Ferrari                      | 68      | 1               |
| 6      | George Russell   | Mercedes                     | 65      | 1               |
| 7      | Charles Leclerc  | Ferrari                      | 54      | +/-0            |
| 8      | Lance Stroll     | Aston Martin Aramco-Mercedes | 37      | +/-0            |
| 9      | Esteban Ocon     | Alpine-Renault               | 29      | +/-0            |
| 10     | Pierre Gasly     | Alpine-Renault               | 15      | +/-0            |

- Lưu ý: Chỉ có mười vị trí đứng đầu được liệt kê trong bảng xếp hạng này.

### Bảng xếp hạng các đội đua
| Vị trí | Đội đua                      | Số điểm | Thay đổi vị trí |
| ------ | ---------------------------- | ------- | --------------- |
| 1      | Red Bull Racing-Honda RBPT   | 321     | +/-0            |
| 2      | Mercedes                     | 167     | +/-0            |
| 3      | Aston Martin Aramco-Mercedes | 154     | +/-0            |
| 4      | Ferrari                      | 122     | +/-0            |
| 5      | Alpine-Renault               | 44      | +/-0            |
| 6      | McLaren-Mercedes             | 17      | +/-0            |
| 7      | Alfa Romeo-Ferrari           | 9       | 1               |
| 8      | Haas-Ferrari                 | 8       | 1               |
| 9      | Williams-Mercedes            | 7       | 1               |
| 10     | AlphaTauri-Honda RBPT        | 2       | 1               |